# Magyarország politikai élete

Magyarország címere

Magyarország politikai élete az 1989 óta létező harmadik magyar köztársaság politikai vonatkozásait mutatja be. Magyarországon a második világháborút követően a négy évtizedes Magyar Népköztársaság, a Rákosi-korszak totálisan és a Kádár-korszak „puhán” diktatórikus időszaka után, a rendszerváltást követően létrejött Magyar Köztársaság keretein belül vált lehetővé ismét demokratikusan szabad választásokat tartani. Az azóta történt és a korábbiaknál sokkal sokfélébb politikai eseményeket ezért lényeges kiemelni.

## Belpolitika

### A magyar politikai rendszer
Magyarország 1989. október 23. óta alkotmányos parlamentáris képviseleti demokrácia. (Nem hivatalosan harmadik magyar köztársaságnak is nevezik.) A politikai rendszert a rendszerváltás során, 1989-ben nyugatnémet mintára hozták létre. Eszerint a magyar parlament egykamarás, az Országgyűlést négy évente parlamenti választások során választja a nép. Az Országgyűlés hozza meg a törvényeket, és 2/3-os többséggel módosíthatja az alkotmányt. A köztársasági elnök megfontolásra visszaküldheti a törvényt a kihirdetés előtt, vagy az Alkotmánybírósághoz fordulhat. Az Alkotmánybíróság megsemmisíti az egész törvényt vagy csak egyes részeit, ha megállapítja róla, hogy az az Alkotmányba ütközik.
A választásokon a politikai pártok képviselőjelöltjei ill. független jelöltek indulnak. (Lásd: Magyar választási rendszer.) A jelenleg 199 - korábban 386 - tagú Országgyűlésben a mandátumot szerzett képviselők kapnak helyet. A választásokon legtöbb mandátumot elért pártok tárgyalásokat kezdenek egymással, hogy létrehozzanak egy 50%+1 fős parlamenti többséget, amely azután megválasztja a miniszterelnököt. A miniszterelnök hozza létre ezután az Országgyűlésnek felelős kormányát. A miniszterek a Parlamentben interpellálhatók, de a minisztert csak a miniszterelnök mozdíthatja el hivatalából. Az Országgyűlés csak a kormányfőtől vonhatja meg a bizalmat, s ezzel a teljes kormány megbízatása megszűnik. (Lásd még: konstruktív bizalmatlanság.)
Mivel az új törvényeket leggyakrabban a kormány kezdeményezi és a kormánypártok többségükkel automatikusan biztosítják az annak elfogadásához szükséges többséget, ezért a törvényhozói hatalom mintegy alárendelődik a végrehajtóinak. A mindenkori parlamenti ellenzék fő terepe a polgári nyilvánosság.
A 2010 óta tartó Orbán Viktor vezette Fidesz-KDNP kormányzást követően 2020-ban az amerikai Freedom House, 2022-ben az Európai Parlament Magyarországot a hibrid-rezsimek közé sorolta be (választási autokrácia). A Freedom House jelentése szerint ennek oka az, hogy a kormány intézkedései nagy méretekben rontottak a demokratikus rendszeren az Alkotmánybíróság, Ügyészség, Médiahatóság és Állami Számvevőszék hatásköreinek korlátozásával. Továbbá korlátozták a parlamenti felelősséget, független médiát, nem kormányzati szervezeteket és akadémiákat, miközben konszolidálták a hatalmat a központi kormány körül. Az Európai Unió 2020-as brüsszeli jogállamisági jelentése szintén aggodalmát fejezte ki és egy sor politikai problémát tárt fel. Az Orbán Viktor által vezetett politikai elit a lakosság jogilag legitimált gazdasági és lélektani kizsákmányolását egyik meghatározó hatalomgyakorlási eszközének tekinti. A kisebbségbe tartozó társadalmi csoportokkal szembeni kirekesztés és a gyűlöletbeszéd, például a többségtől eltérő nemi identitás és szexuális irányultság, etnikum vagy idegennek tartott kultúra megbélyegzése, különösen - a szalonképesnek gondolt - humoros kontextusban gyakran elfogadott Magyarországon.

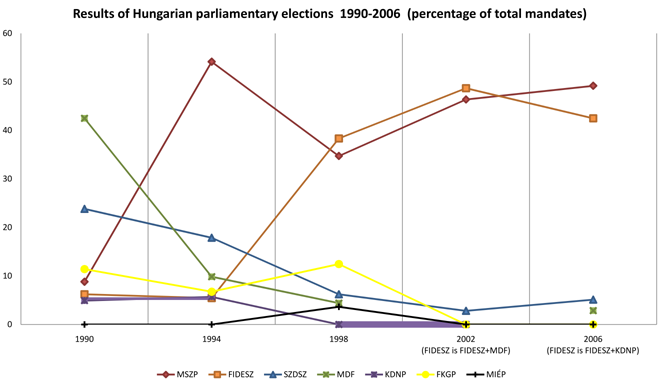
A parlamenti mandátumok aránya 1990 óta

#### Választások
A magyar parlamenti választásokat nem jellemzi érdektelenség.
| Választói aktivitás százalékban | Választói aktivitás százalékban | Választói aktivitás százalékban | Választói aktivitás százalékban | Választói aktivitás százalékban | Választói aktivitás százalékban | Választói aktivitás százalékban | Választói aktivitás százalékban | Választói aktivitás százalékban | Választói aktivitás százalékban |
| ------------------------------- | ------------------------------- | ------------------------------- | ------------------------------- | ------------------------------- | ------------------------------- | ------------------------------- | ------------------------------- | ------------------------------- | ------------------------------- |
| A választás éve                 | 1990                            | 1994                            | 1998                            | 2002                            | 2006                            | 2010                            | 2014                            | 2018                            | 2022                            |
| 1. forduló                      | 65,11                           | 68,92                           | 56,26                           | 70,53                           | 67,83                           | 64,38                           | 61,73                           | 70,22                           | 70,21                           |
| 2. forduló                      | 45,54                           | 55,12                           | 57,01                           | 73,51                           | 64,39                           | 46,66                           |                                 |                                 |                                 |

A magyar parlamenti választási rendszer a nagy pártokat preferálja, a győztes felé torzít, 2014 óta a választási rendszer egyfordulós.

#### Kormányok
| Időszak   | Miniszterelnök (párt)          | Kormánykoalíció vagy kormánypárt                  | Kormány                   | Politikai ideológia |
| --------- | ------------------------------ | ------------------------------------------------- | ------------------------- | ------------------- |
| 1990–1993 | Antall József (MDF)            | MDF-FKGP-KDNP                                     | Antall-kormány            | jobboldali          |
| 1993–1994 | Boross Péter (MDF)             | MDF-Kisgazdák-KDNP                                | Boross-kormány            | jobboldali          |
| 1994–1998 | Horn Gyula (MSZP)              | MSZP-SZDSZ                                        | Horn-kormány              | baloldali           |
| 1998–2002 | Orbán Viktor (Fidesz)          | Fidesz-FKGP-MDF                                   | Első Orbán-kormány        | jobboldali          |
| 2002–2004 | Medgyessy Péter (pártonkívüli) | MSZP-SZDSZ                                        | Medgyessy-kormány         | baloldali           |
| 2004–2006 | Gyurcsány Ferenc (MSZP)        | MSZP-SZDSZ                                        | Első Gyurcsány-kormány    | baloldali           |
| 2006–2009 | Gyurcsány Ferenc (MSZP)        | MSZP (2006-tól 2008-ig az SZDSZ-szel koalícióban) | Második Gyurcsány-kormány | baloldali           |
| 2009–2010 | Bajnai Gordon (pártonkívüli)   | MSZP (külső SZDSZ-támogatással)                   | Bajnai-kormány            | baloldali           |
| 2010–2014 | Orbán Viktor (Fidesz)          | Fidesz-KDNP                                       | Második Orbán-kormány     | jobboldali          |
| 2014–2018 | Orbán Viktor (Fidesz)          | Fidesz-KDNP                                       | Harmadik Orbán-kormány    | jobboldali          |
| 2018–2022 | Orbán Viktor (Fidesz)          | Fidesz-KDNP                                       | Negyedik Orbán-kormány    | jobboldali          |
| 2022–     | Orbán Viktor (Fidesz)          | Fidesz-KDNP                                       | Ötödik Orbán-kormány      | jobboldali          |

#### Köztársasági elnökök
Magyarország köztársasági elnökét az Országgyűlés választja 5 évre. Az alaptörvény szerint feladata a nemzet egységének kifejezése. Jogköre általában erősen korlátozott, szinte formális. Jelentősége csak a rendkívüli helyzetekben értékelődik föl. 
| # | Időszak   | Név           | Jelölő szervezet                     | Fő ellenjelölt  |
| - | --------- | ------------- | ------------------------------------ | --------------- |
| – | 1989–1990 | Szűrös Mátyás | MSZP (ideiglenes köztársasági elnök) | –               |
| 1 | 1990–1995 | Göncz Árpád   | MDF-SZDSZ megegyezés                 | –               |
| – | 1995–2000 | Göncz Árpád   | MSZP, SZDSZ                          | Mádl Ferenc     |
| 2 | 2000–2005 | Mádl Ferenc   | Fidesz                               | –               |
| 3 | 2005–2010 | Sólyom László | Fidesz, MDF                          | Szili Katalin   |
| 4 | 2010–2012 | Schmitt Pál   | Fidesz-KDNP                          | Balogh András   |
| 5 | 2012–2017 | Áder János    | Fidesz-KDNP                          | –               |
| – | 2017–2022 | Áder János    | Fidesz-KDNP                          | Majtényi László |
| 6 | 2022–2024 | Novák Katalin | Fidesz-KDNP                          | Róna Péter      |
| 7 | 2024–     | Sulyok Tamás  | Fidesz-KDNP                          | –               |

#### Pártok
A magyar pártok társadalmi beágyazottsága csekély. A bejegyzett pártok taglétszáma összesen nem éri el a felnőtt lakosság 5%-át. Magyarországon 2024-ben 185 párt volt bejegyezve.
A főbb magyar politikai pártok a következők:
| Párt neve                         | Röviden   | Elnök                        | Ideológia                                                                         | Párttagok száma                   | A 2022-es választáson kapott listás szavazatok aránya |
| --------------------------------- | --------- | ---------------------------- | --------------------------------------------------------------------------------- | --------------------------------- | ----------------------------------------------------- |
| Fidesz – Magyar Polgári Szövetség | Fidesz    | Orbán Viktor                 | nemzeti konzervativizmus jobboldali populizmus                                    | 35 000 (2015)                     | 54,13%                                                |
| Tisztelet és Szabadság párt       | Tisza     | Magyar Péter                 | európa-pártiság korrupcióellenesség konzervatív liberalizmus nemzeti liberalizmus | ismeretlen jelenleg tagkeresésben | Akkor még nem indult                                  |
| Kereszténydemokrata Néppárt       | KDNP      | Semjén Zsolt                 | kereszténydemokrácia konzervativizmus                                             | 8100 (2015)                       | A Fidesszel indult közös listán                       |
| Demokratikus Koalíció             | DK        | Dobrev Klára                 | szociálliberalizmus szociáldemokrácia                                             | 10 876 (2016)                     | 34,44% (Egységben Magyarországért)                    |
| Mi Hazánk Mozgalom                | Mi Hazánk | Toroczkai László             | nacionalizmus nemzeti radikalizmus                                                | 1000 (2019)                       | 5,88%                                                 |
| Momentum Mozgalom                 | Momentum  | Donáth Anna                  | konzervatív liberalizmus Európa-pártiság                                          | 825 (2019)                        | 34,44% (Egységben Magyarországért)                    |
| Magyar Szocialista Párt           | MSZP      | Komjáthi Imre Kunhalmi Ágnes | demokratikus szocializmus szociáldemokrácia baloldaliság                          | 20 000 (2015)                     | 34,44% (Egységben Magyarországért)                    |
| Jobbik – Konzervatívok            | Jobbik    | Gyöngyösi Márton             | konzervativizmus Európa-pártiság                                                  | 13 000 (2019)                     | 34,44% (Egységben Magyarországért)                    |
| LMP – Magyarország Zöld Pártja    | Zöldek    | Ungár Péter Schmuck Erzsébet | zöldpolitika zöld liberalizmus                                                    | 600 (2019)                        | 34,44% (Egységben Magyarországért)                    |
| Párbeszéd – A Zöldek Pártja       | Párbeszéd | Szabó Rebeka Tordai Bence    | zöldpolitika szociáldemokrácia                                                    | 500 (2019)                        | 34,44% (Egységben Magyarországért)                    |
| Magyar Kétfarkú Kutya Párt        | MKKP      | Kovács Gergely               | viccpárt                                                                          | ?                                 | 3,27%                                                 |

A magyar politikai életet 2010-ig a pártok koncentrációja jellemezte. A 2011-es új választási törvény szabályai miatt 2014-ben és 2018-ban több párt indult. 
| Egyéni jelöltek és pártlistát állító pártok száma | Egyéni jelöltek és pártlistát állító pártok száma | Egyéni jelöltek és pártlistát állító pártok száma | Egyéni jelöltek és pártlistát állító pártok száma | Egyéni jelöltek és pártlistát állító pártok száma | Egyéni jelöltek és pártlistát állító pártok száma | Egyéni jelöltek és pártlistát állító pártok száma | Egyéni jelöltek és pártlistát állító pártok száma | Egyéni jelöltek és pártlistát állító pártok száma | Egyéni jelöltek és pártlistát állító pártok száma |
| ------------------------------------------------- | ------------------------------------------------- | ------------------------------------------------- | ------------------------------------------------- | ------------------------------------------------- | ------------------------------------------------- | ------------------------------------------------- | ------------------------------------------------- | ------------------------------------------------- | ------------------------------------------------- |
| A választás éve                                   | 1990                                              | 1994                                              | 1998                                              | 2002                                              | 2006                                              | 2010                                              | 2014                                              | 2018                                              | 2022                                              |
| Összes egyéni jelölt                              | 1532                                              | 1885                                              | 1608                                              | 1244                                              | 998                                               | 812                                               | 1531                                              | 1719                                              |                                                   |
| – ebből független jelölt                          | 120                                               | 103                                               | 53                                                | 40                                                | 11                                                | 21                                                | 39                                                | 45                                                |                                                   |
| Egyéni jelöltet állító pártok száma               | 29                                                | 35                                                | 26                                                | 21                                                | 21                                                | 19                                                | 59                                                | 65                                                |                                                   |
| Területi listát állító pártok száma               | 18                                                | 19                                                | 15                                                | 13                                                | 15                                                | 10                                                | –                                                 | –                                                 | –                                                 |
| Országos listát állító pártok száma               | 12                                                | 15                                                | 12                                                | 8                                                 | 10                                                | 6                                                 | 18                                                | 23                                                | 6                                                 |

#### A „baloldal” és a „jobboldal” a magyar politikában

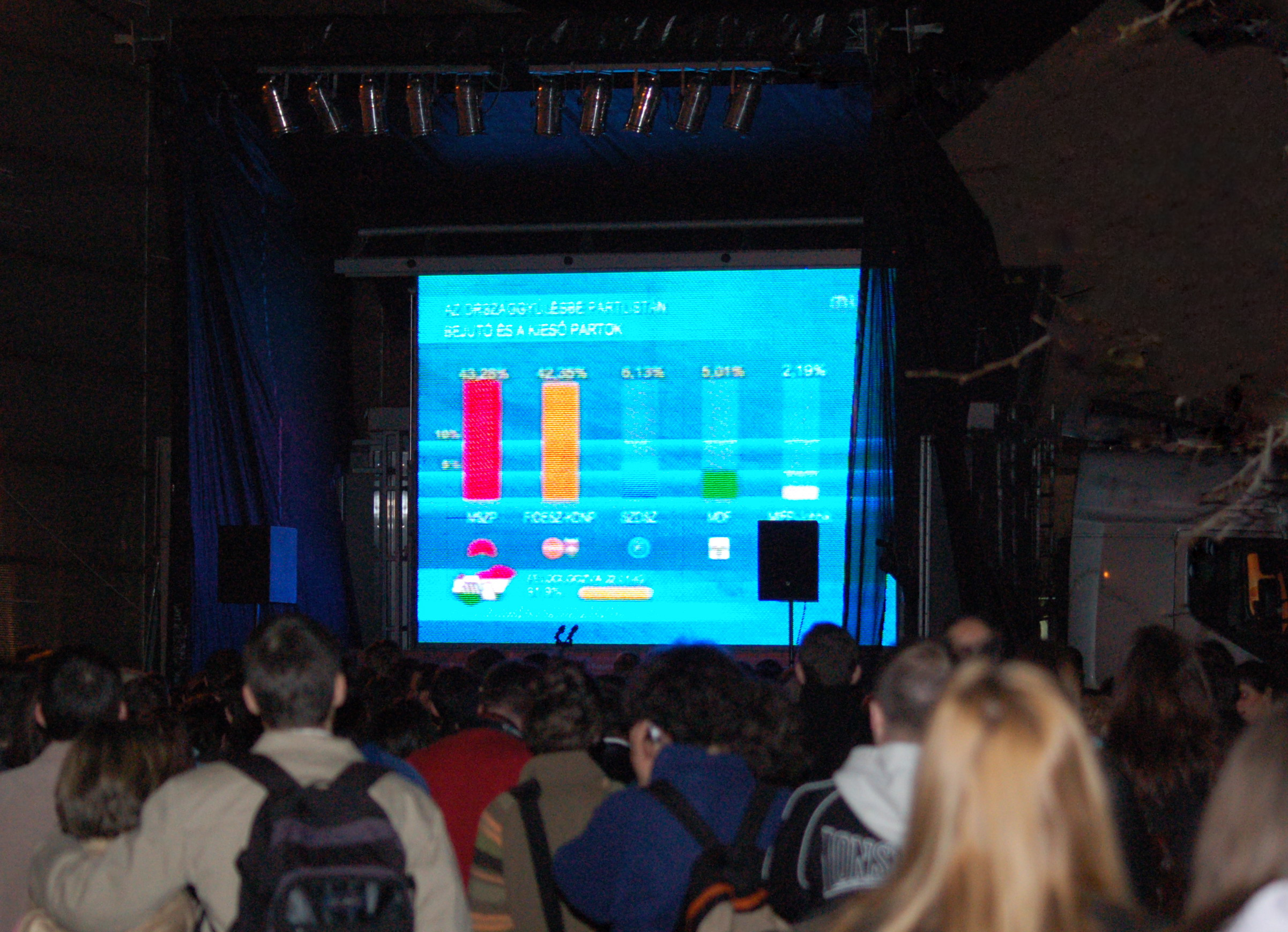
Választási eredmények kivetítése 2006-ban

- A baloldal–jobboldal megkülönböztetés a választók és a politikai elit számára egyaránt orientáló erővel bír. Az 1990-es évek során rendre az állampolgárok kb. 70, a parlamenti képviselők kb. 95%-a volt képes magát elhelyezni a bal-jobb skálán.[30]
- A politikai szereplők leginkább szövetségi politikájukkal, annak is legeklatánsabb példájával, a koalíciókötéssel demonstrálják, hogy mit tekintenek a maguk számára releváns politikai dimenziónak. A magyar politikában a baloldal-jobboldal dimenzió vált a koalícióképzés, a kormányalakítás fő kritériumává.
- A két fogalom első szinten ugyanazt jelenti, mint az európai politikában – ha a kategóriapár jelentésének „magjára”, az emberi természettel, a világképpel vagy a társadalom rendjével kapcsolatos jelentésére gondolunk (lásd: baloldal és jobboldal) –, de a második szinten jelentős eltéréseket találhatunk: a magyarországi politikai paletta legfontosabb sajátossága, hogy – eltérően a legtöbb nyugat-európai országtól – a baloldal és jobboldal tartalmilag elsődlegesen ideológiai-kulturális dimenziót jelent, és csak másodsorban jelent gazdasági-elosztási dimenziót. A gazdasági beállítottság alárendelt, másodrendű tényezőként van jelen. Ennek az az oka, hogy a gazdasági értelemben vett baloldali-jobboldali tagoltság még nem vagy csak kevéssé alakult ki: a politikai spektrum nem a munkavállalókat, szakszervezeteket képviselő baloldal és a tulajdonosi osztályt, valamint a középosztályt képviselő jobboldal között vált ketté. Kormányra kerülve a magyar pártok általában gazdaságilag jobboldaliak, liberális politikát folytatnak, ellenzékben pedig gazdaságilag baloldaliak, az állami szerepvállalást erősítenék. A pártok szociokulturális értelemben vett bal- és jobboldalisága nem változik (fontos kivétel a Fidesz átalakulása 1992-93 táján).
- Számos olyan kérdés van, amely szervesen illeszkedik a bal-jobb jelentésének „magjához”, s így abból levezethető (halálbüntetés, az eutanázia, a kisebbségek jogai, egyházak politikai szerepe), ugyanakkor más ügyek csak attól válnak bal- vagy jobboldalivá, hogy azt bal- illetve jobboldalinak tekintett pártok vállalják fel (privatizáció, kül- és biztonságpolitikai kérdések, közjogi berendezkedésre vonatkozó kérdések).

#### A magyar demokrácia karakterváltozása

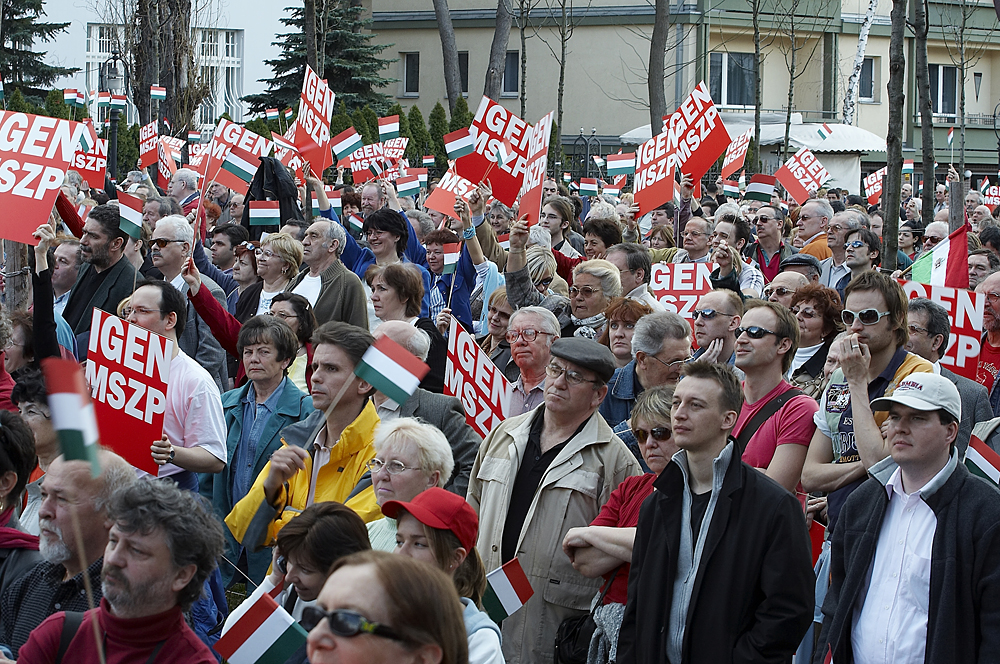
MSZP-rendezvény a 2006-os választási kampány idején

Az 1990–2006-os időszak főbb tendenciái:
- a politikai élet professzionalizálódása (a politikusság szakmává válik);
- a politikai participáció (korábbihoz képest nőtt a választási részvételi arány)
- a politikában nő a média szerepe;
- a kormány jelentőségének növekedése az országgyűléssel szemben;
- a kormányzati kommunikáció szerepének növekedése;
- a személyzeti politika szerepének növekedése;
- a vezető személyek jelentőségének növekedése;
  - a miniszterelnök szerepének megnövekedése a végrehajtó hatalmon (kormányon) belül (ezt segítette elő többek közt a MEH);
  - a kormányfő-jelöltet középpontba állító választási kampány és az ennek megfelelő szavazói viselkedés kialakulása;
  - kormányfőjelölt-centrikus szavazói viselkedés kialakulása;
  - a párton belüli hatalom eltolódása a pártelnök irányába;
- a politikai elitek a politikai táborokat nem összebékítik, hanem megteremtik.
- a pártrendszert két erős párt határozza meg;
- az alkotmány relatív konszolidációja;
- a fragmentáció növekedése

#### Magyar politikai napirend
A magyar média szorosan kapcsolódik a politikai élethez: az utóbbi témákat szolgáltat a médiának, az pedig megjelenési lehetőséget neki. Jellemzői:
1. a kormányzati pozícióban lévők strukturális okokból versenyelőnyben vannak a napirenden a kezdeményezések terén;
2. a napirenden lévő ügyek döntő többségében a média nem csupán hírt ad valamilyen politikai akcióról, rendezvényről vagy eseményről, hanem maga teremt kereteket hozzá, illetve a politikusok kizárólag a média számára tervezetten szólalnak meg egy adott téma kapcsán;
3. egy adott ügy napirendre kerülését elősegítheti, ha abban a pártok látványos egyeztetéseket, megbeszéléseket, úgynevezett politics-típusú eseményeket szerveznek, a média az ilyen ügyekre fogékonyabbnak mutatkozik;
4. nem a parlamenti ülésrend vagy aktivitás, hanem az adott ügyek médiaérzékenysége befolyásolja a parlamenti vitatémáknak a vezető hírekbe való bekerülésének esélyeit; a média gyakran a szokatlan, a rutin megoldásoktól eltérő parlamenti eseményeket emel napirendre
5. a napirendre lényegesen nagyobb eséllyel kerülnek be az ideologikus-pártpolitikai-szimbolikus témák, mint a materiális-elosztási jellegű ügyek; a témastruktúra azonban elsősorban a pártok tematizációs szándékaitól és lehetőségeitől függ, így meg is változhat a sorrend;
6. a témák jelentős része szakpolitikailag nehezen vagy egyáltalán nem besorolható; számos téma, elsősorban szimbolikus, botrány vagy bulvár jellegű ügy, szakpolitikailag értelmezhetetlen;
7. a napirenden egyáltalán nem vagy legfeljebb csak nehezen figyelhető meg a szakpolitikai fontosság és a napirendi súly közötti összefüggés;
8. a pártpolitikai jellegű ügyek dominálják a vezető híreket, míg az input témák akkor lehetnek hangsúlyosabbak, ha a jelentősebb tematizációs lehetőségekkel rendelkező kormánypártok nem tudják kontroll alatt tartani a napirendet.

### Kisebbségek helyzete
Magyarország nemzetiségei helyi kisebbségi önkormányzatokat hozhatnak létre, de parlamenti képviseletük nem megoldott. 
- A cigányok helyzete súlyos szociális problémákkal terhelt, és erős a többségi társadalom részéről a kirekesztésükre való hajlam életmódjuk miatt. A romák több, nemzetiségi alapon szerveződő pártot hoztak létre, de ezek többnyire valamelyik nagy politikai párthoz kapcsolódtak, s önállóan nem jutottak az Országgyűlésbe.
- A zsidóságon belül 2005-ben sikertelen kezdeményezés indult a kisebbségi törvénybe nemzetiségként való felvételért. A Magyarországon élő kínaiak és oroszok száma növekszik, de politikai státuszuk bizonytalan.

### Politikai események

#### 1989-es események
- Rendszerváltás Magyarországon
- Négyigenes népszavazás

#### 1990-es események
- 1990-es magyarországi országgyűlési választás
- 1990-es magyarországi önkormányzati választás
- 1990-es magyarországi népszavazás

#### 1994-es események
- 1994-es magyarországi országgyűlési választás
- 1994-es magyarországi önkormányzati választás

#### 1997-es események
- Népszavazás Magyarország NATO-csatlakozásáról

#### 1998-as események
- 1998-as magyarországi országgyűlési választás
- 1998-as magyarországi önkormányzati választás

#### 2002-es események
- 2002-es magyarországi országgyűlési választás
- 2002-es magyarországi önkormányzati választás

#### 2003-as események
- Népszavazás Magyarország EU-tagságáról

#### 2004-es események
- 2004-es európai parlamenti választás
- 2004-es magyarországi népszavazás

#### 2006-os események
- 2006-os magyarországi országgyűlési választás
- 2006-os magyarországi önkormányzati választás
- Magyarországi tiltakozások 2006 őszén

#### 2008-as események
- 2008-as magyarországi népszavazás

#### 2009-es események
- 2009-es európai parlamenti választás

#### 2010-es események
- 2010-es magyarországi országgyűlési választás
- 2010-es magyarországi önkormányzati választás

#### 2012-es események
- Schmitt Pál plágiumügye

#### 2014-es események
- 2014-es magyarországi országgyűlési választás
- 2014-es európai parlamenti választás Magyarországon
- 2014-es magyarországi önkormányzati választás

#### 2016-os események
- 2016-os magyarországi népszavazás

#### 2017-es események
- Magyarországi tiltakozások 2017 tavaszán

#### 2018-as események
- 2018-as magyarországi országgyűlési választás

#### 2019-es események
- 2019-es európai parlamenti választás Magyarországon
- 2019-es magyarországi önkormányzati választás

#### 2021-es események
- 2021-es magyarországi ellenzéki előválasztás

#### 2022-es események
- 2022-es magyarországi országgyűlési választás
- 2022-es magyarországi népszavazás

#### 2024-es események
- Novák Katalin kegyelmezési ügye
- 2024-es európai parlamenti választás Magyarországon
- 2024-es magyarországi önkormányzati választás

## Külpolitika
Az 1990-es években a külpolitika legfőbb prioritása a korábbi szovjet orientáció nyugatival történő felváltása volt. A magyar külpolitika a világpolitikai kérdésekben az ország NATO-hoz és Európai Unió-hoz való csatlakozása óta alapvetően a két szervezetek érdekeivel azonos irányban haladt.
Orbán Viktor kormánya a NATO- és az Európai Unió tagságán túl rövid távú pragmatikus előnyökre törekszik az előbbi szervezetek rendszerszintű riválisaival, így Oroszországgal és Kínával való szoros együttműködés révén, gyengítve mind a NATO, mind az EU integritását és ellenálló képességét.

### Az ország helyzete azEurópai Uniónbelül
Magyarország tagja a schengeni övezetnek, de nem tagja az eurózónának. 
A 705 tagú Európai Parlamentben (EP) 21 képviselői hellyel rendelkezik. Magyarországon először EP-választásokra 2004-ben került sor. A 2024-es EP-választásokon négy párt szerzett mandátumot: Fidesz (11), Tisza (7), DK (2), Mi Hazánk (1). Az Európai Bizottság magyar tagja Várhelyi Olivér.

### Konfliktusok
- A szomszéd országokban élő kisebbségi magyarok irányában minden kormány a saját ideológiájának megfelelő politikát folytat.
- A környezeti problémák (például Bős–nagymarosi vízlépcső) kérdése további zavarokat okoz a magyar külkapcsolatokban.